# Peter Hall
Peter Reginald Frederick Hall  (Suffolk, 22 de noviembre de 1930-Londres, 11 de septiembre de 2017) fue un director de cine, teatro y televisión inglés. Fue director artístico de la Royal Shakespeare Company (1960-1968) y del Royal National Theatre (1973-88). Asimismo, destacó como defensor del subsidio público a las artes en Gran Bretaña.

## Biografía

### Primeros años
Hall nació en Bury St. Edmunds (Suffolk, Inglaterra), hijo de Grace Pamment y Reginald Edward Arthur Hall. Asistió a The Perse School en Cambridge y durante su servicio nacional aprendió a hablar ruso. Produjo y actuó en varias producciones mientras estudiaba en la Universidad de Cambridge, de donde se graduó en 1953 por el St Catharine's College. Durante ese mismo año, estrenó su primera obra profesional en el Teatro Real de Windsor.

### Carrera
De 1954 a 1955, estuvo en el teatro Oxford Playhouse, donde dirigió a varios actores jóvenes destacados como Ronnie Barker y Roderick Cook. En agosto de 1955, dirigió el estreno en inglés de Esperando a Godot, de Samuel Beckett en el Arts Theatre de Londres. De 1956 a 1959, dirigió el Arts Theatre, donde produjo varias obras, entre ellas el estreno en inglés de Le bal des voleurs de Jean Anouilh. Estuvo en el Shakespeare Memorial Theatre en Stratford-upon-Avon para las temporadas 1957-1959. Allí, sus producciones incluyeron Cimbelino con Peggy Ashcroft; Coriolano con Laurence Olivier y Edith Evans; y El sueño de una noche de verano con Charles Laughton.
Hall fundó la Royal Shakespeare Company en 1960, a la edad de 29 años. Ejerció como director artístico desde entonces hasta 1968. En 1973 fue nombrado director del National Theatre de Londres y miembro del Consejo de Artes de Gran Bretaña. Se le encargó la escenificación de la tetralogía El Anillo del Nibelungo, de Richard Wagner para el Festival de Bayreuth, con motivo del centenario del fallecimiento del compositor. Se estrenó en 1983, estuvo en cartel hasta 1986 y fue dirigida por Georg Solti y Peter Schneider.
En 1988 renunció a sus cargos artísticos en Gran Bretaña en protesta por los recortes presupuestarios en el financiamiento público. Tras abandonar el National Theatre, fundó su propia compañía con la que dirigió una serie de producciones presentadas en el Old Vic.
En 1990, dirigió Born Again, una versión musical de la obra de Eugène Ionesco, El rinoceronte. Hall escribió la letra y coescribió el libreto con Julian Barry y el compositor británico Jason Carr.
Fue patrocinador de la compañía de teatro Canon's Mouth, fundada en 2003, conformada por jóvenes actores «que se proponen descubrir una nueva voz para los grandes dramas metafóricos del Renacimiento, mientras reciben orientación de algunos de los más grandes nombres en el teatro clásico».
Su último proyecto fue como director del Rose Theatre en Kingston upon Thames que abrió en 2008 inspirado en el teatro Rose original, donde logró un éxito rotundo con su producción de la obra Como gustéis.[cita requerida]

## Producciones teatrales
- 1954: Noche de reyes (en el Oxford Playhouse).
- 1955: Esperando a Godot (estreno en inglés de la obra de Samuel Beckett en el Arts Theatre).
- 1956: Le bal des voleurs (estreno en inglés de la obra de Jean Anouilh en el Arts Theatre).
- 1961: Ondine, de Jean Giraudoux, con la Royal Shakespeare Company.
- 1963-1964: Guerra de las rosas, adaptación de las obras Enrique VI y Ricardo III con la Royal Shakespeare Company.
- 1965: The Homecoming, producción original de Harold Pinter por Peter Hall, con la Royal Shakespeare Company.
- 1971-1972: Old Times (obra de Harold Pinter).
- 1972: Via Galáctica (musical).
- 1974: Saturday Sunday Monday (obra de Eduardo De Filippo, en el National Theatre).
- 1974: Como gustéis (producido con el National Theatre).
- 1975: El misántropo (obra de Molière en una versión de Tony Harrison, producida por el National Theatre).
- 1976: No Man's Land (producida por el National Theatre).
- 1977: Bedroom Farce (obra de Alan Ayckbourn).
- 1978: Betrayal (obra de Harold Pinter)
- 1979: Bedroom Farce (obra de Alan Ayckbourn producida por el National Theatre).
- 1980-1983: Amadeus (estreno mundial de Peter Levin Shaffer en el National Theatre).
- 1983: El anillo del nibelungo de Richard Wagner en el Festival de Bayreuth (en cartel hasta 1986).
- 1984: Jean Seberg (estreno mundial de Marvin Hamlisch en el National Theatre).
- 1986: The Petition (obra de Brian Clark).
- 1987: Wild Honey (adaptación de Michael Frayn de la obra de Antón Chéjov).
- 1987: Antonio y Cleopatra (con los actores Judi Dench y Anthony Hopkins).
- 1989: Orpheus Descending (obra de Tennessee Williams).
- 1990: El mercader de Venecia.
- 1990: Born Again en el Festival de teatro de Chichester.
- 1992: Four Baboons Adoring the Sun (obra de John Guare).
- 1996-1997: An Ideal Husband (obra de Oscar Wilde).
- 2000: Amadeus.
- 2006-2007: Amy's View (obra de David Hare).
- 2007: The Vortex (obra de Noël Coward).
- 2008: Un marido ideal (obra de Oscar Wilde).
- 2009: Pigmalión (obra de George Bernard Shaw presentada en el Festival de Artes de Hong Kong).